# العلاقات العراقية الكورية الجنوبية
العلاقات العراقية الكورية الجنوبية هي العلاقات الثنائية التي تجمع بين العراق وكوريا الجنوبية. للعراق سفارة في سيئول، ولكوريا الجنوبية سفارة في بغداد، وقنصلية في أربيل. تاريخ العلاقات بين البلدين بدأ في سنة 1989 بعد انضمام كوريا الجنوبية لمنظمة الأمم المتحدة، وقد كانت القوات الكورية من ضمن قوات التحالف ألتي شاركت في غزو العراق سنة 2003 وكانت قد إستقرت في محافظة كركوك.

## مقارنة بين البلدين
هذه مقارنة عامة ومرجعية للدولتين:
| وجه المقارنة                                              | العراق                       | كوريا الجنوبية                                                          |
| --------------------------------------------------------- | ---------------------------- | ----------------------------------------------------------------------- |
| المساحة (كم2)                                             | 437.07 ألف                   | 100.30 ألف                                                              |
| عدد السكان (نسمة)                                         | 38.27 مليون                  | 51.47 مليون                                                             |
| الكثافة السكانية (ن./كم²)                                 | 87.56                        | 513.16                                                                  |
| العاصمة                                                   | بغداد                        | سول                                                                     |
| اللغة الرسمية                                             | اللغة العربية، اللغة الكردية | اللغة الكورية                                                           |
| العملة                                                    | دينار عراقي                  | وون كوري جنوبي                                                          |
| الناتج المحلي الإجمالي (بليون دولار)                      | 197.72 مليار                 | 1.53 تريليون                                                            |
| الناتج المحلي الإجمالي (تعادل القوة الشرائية) بليون دولار | 560.73 مليار                 | 1.75 تريليون                                                            |
| الناتج المحلي الإجمالي الاسمي للفرد دولار أمريكي          | 4.94 ألف                     | 27.22 ألف                                                               |
| الناتج المحلي الإجمالي للفرد دولار أمريكي                 | 15.06 ألف                    |                                                                         |
| مؤشر التنمية البشرية                                      | 0.654                        | 0.901                                                                   |
| رمز المكالمات الدولي                                      | +964                         | +82                                                                     |
| رمز الإنترنت                                              | .iq                          | .kr                                                                     |
| المنطقة الزمنية                                           | ت ع م+03:00، ت ع م+04:00     | توقيت كوريا الجنوبية، ت ع م+09:00، آسيا/سيول ‏، ت ع م+08:00، ت ع م+08:30 |

## منظمات دولية مشتركة
يشترك البلدان في عضوية مجموعة من المنظمات الدولية، منها:
| علم المنظمة | اسم المنظمة                        | تاريخ انضمام العراق | تاريخ انضمام كوريا الجنوبية |
| ----------- | ---------------------------------- | ------------------- | --------------------------- |
|             | مؤسسة التمويل الدولية              | 27 ديسمبر 1956      | 16 مارس 1964                |
|             | منظمة حظر الأسلحة الكيميائية       | ?                   | ?                           |
|             | يونسكو                             | 21 أكتوبر 1948      | 14 يونيو 1950               |
|             | الأمم المتحدة                      | 21 ديسمبر 1945      | 17 سبتمبر 1991              |
|             | منظمة الشرطة الجنائية الدولية      | ?                   | ?                           |
|             | البنك الدولي للإنشاء والتعمير      | 27 ديسمبر 1945      | 26 أغسطس 1955               |
|             | الاتحاد البريدي العالمي            | ?                   | ?                           |
|             | مؤسسة التنمية الدولية              | 29 ديسمبر 1960      | 18 مايو 1961                |
|             | وكالة ضمان الاستثمار متعدد الأطراف | 6 أكتوبر 2008       | 12 أبريل 1988               |

## وصلات خارجية
- موقع وزارة الخارجية العراقية
- موقع وزارة الخارجية الكورية الجنوبية